# Башан (область)
Башан -   історична  область   у  північно-східній   частині  стародавнього  Ханаану.  Розташована  була  на  землях  сучасного  півдня  Сирії  та   північно-західної   Йорданії.   Вперше  згадується  у  Старому Заповіті  в  Книзі чисел  як  аморейське  царство.  Було  завойоване  євреями  під  проводом  Мойсея  та  стало  їх  землею.   Пізніше,  у  10 - 8 ст.  до  н.е.  за  його  територію  точилася  боротьба  між  арамейським  царством  в Дамаску  та  Ізраїльським  царством.  У  722 р. до. н.е.  перейшло  під  владу  Ассирії.  Пізніше  назва  Башан  відійшла  в  минуле  і  ця  територія  отримала  інші  назви.   Башан  славився  доволі  сприятливим  кліматом  для  проживання  людей  та  ведення  сільського  господарства.  На  території  сучасної  Сирії  цей  регіон  охоплює  провінції  Дар'а), Ес-Сувейда  та  анексовані  Ізраїлем Голанські висоти.  

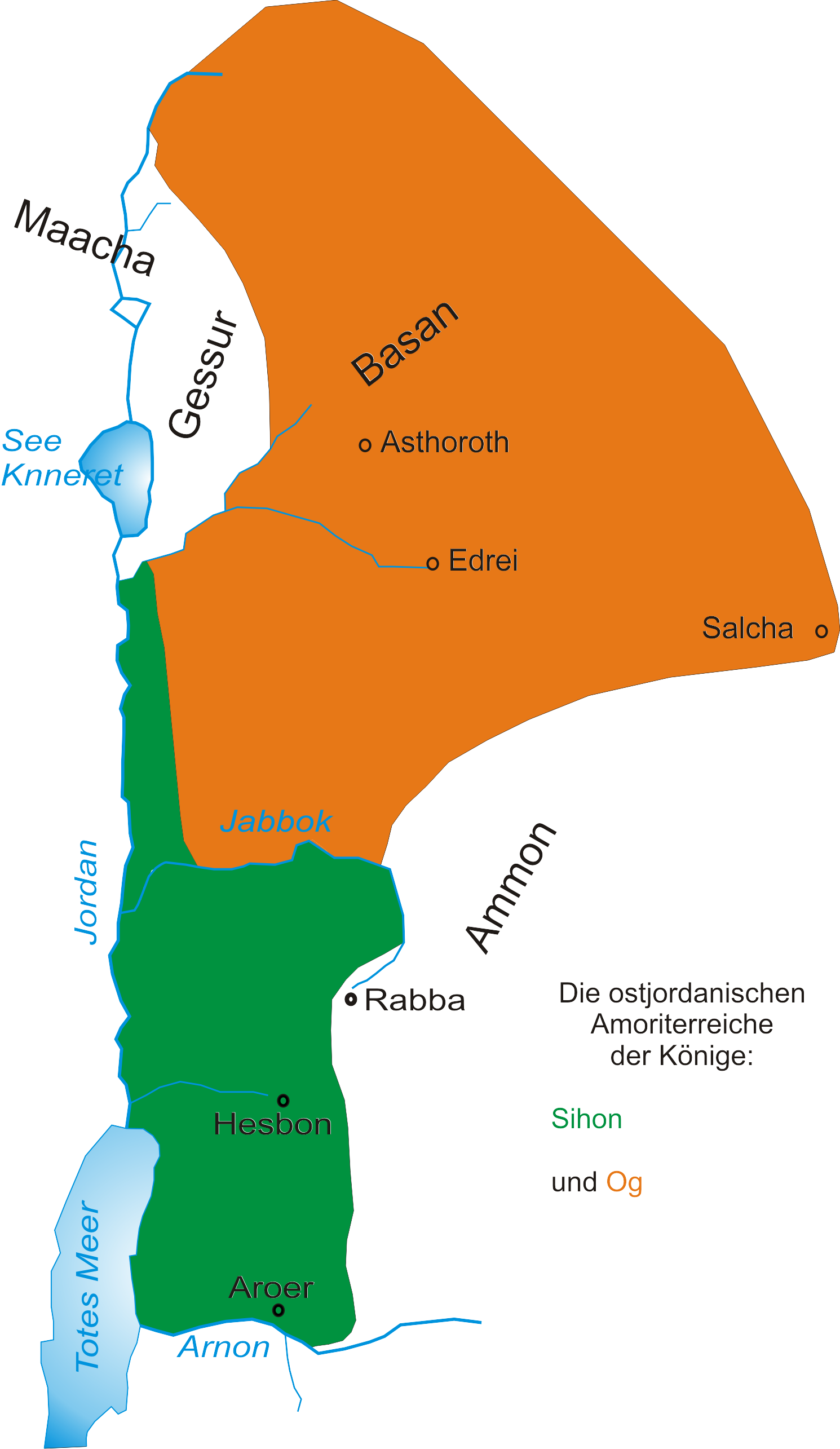
Аморейські царства на схід від Йордану, Башан - оражевий колір

## Історія
Башан   згадується  в  Біблії  59  разів.  Вперше  у  Книзі чисел  у  зв'язку  з  походом  їзраїльтян  на  чолі  з  Мойсеєм  до Обітованої землі,  що  відбувався  згідно   біблійної хронології  близько  1408 р. до н.е.  Тоді  євреї  розгромили  військо  місцевого  аморейського  царя  Башану  Ога  та  забрали  його  землі  собі.  Мойсей   віддав  ці  землі  єврейському  племені  Манасії.  Згідно Біблії,  в  Башані було  60  міст,  найбільші  з яких - Аштарот  та  Едреї  (сучасне м.Дар'а).   До   приходу  євреїв  в  Башані  мешкали  ханаанські  племена,  зокрема   рефаї  та  амореї.   Деякі  міста  Башану,  зокрема  Аштарот,   згадуться  в  писемних  джерелах  стародавнього Єгипту,  зокрема  Нового царства.  У  часи  проживання  в  Башані  євреїв  його  південна  частина  також  мала  назву  Галаад.  У  часи  царів  Давида  та  Соломона  Башан  був  складовою  частиною  об'єднаного  Ізраїльського царства.  Пізніше  частину Башану  завювали  арамеї  з  царства  Дамаск.   722 до н.е.  війська  Ассирії  на  чолі  з  Саргоном II  розгромили  Північно-Ізраїльське царство  та  депортували  з Башану  все єврейське населення.   В античний  період  ця  територія  звалась  Бетанея,  земля Трахонітська  і тд.  В  арабський  період  отримала  назву  Хауран.

## Цитування з Біблії
«33. І  повернулись  вони,  і  пішли  дорогою Башану. І  вийшов  Ог,  цар башанський, насупроти  них, він  та ввесь його  народ,  на  війну  до Едреї.  34. І  сказав Господь до  Мойсея: «Не бійся  його,  бо  в  руку  твою  дав Я  його  й  увесь  народ його  та  край  його, і  зробиш  йому, як  зробив ти Сигону,  цареві аморейському,  що  сидів у  Хешбоні. 35. І вони  побили  його й  синів його,  так  що  нікого не зосталося. І вони заволоділи краєм його»». (Книга числа.21.33-35.)
«11. На  Тебе з  утроби я  зданий,  від  утроби  матері  матері  моєї - Ти мій Бог!  12. Не  віддаляйся  від  мене, бо  горе  близьке,  бо нема мені помічника! 13. Багато биків оточили мене,  башанські  бугаї  обступили  мене, 14. на мене розкрили  вони свої  пащі,  як лев,  що  шматує  й  ричить!» (Псалом 22. 11-14.)